# أدريان مورا
أدريان مورا (بالإنجليزية: Adrian Mora)‏ (2 سبتمبر 1978 بثورنتون في الولايات المتحدة - ) هو ملاكم أمريكي، صنّف ضمن فئة وزن الويلتر.

## إحصائيات
خاض خلال مسيرته 22 نزالا، فاز في 20 وتعادل في 1 وخسر في 1. فاز بالضربة القاضية في 12 نزالا.

## روابط خارجية
- أدريان مورا على موقع بوكس ريك (الإنجليزية) (registration required)